# Øra naturreservat
Øra naturreservat er et 15,6 km2 stort naturreservat i Fredrikstad kommune i Viken fylke i Norge. Naturreservatet ligger øst for floden Glommas udmunding, og har siden 1985 status som ramsarområde, på grund af sin betydning for trækfugle.
Reservatet blev oprettet i 1979 for at beskytte store grunde områder som ved lavvande får præg af mudderområder, og som i fugletrækperiodene, både forår og efterår, bruges som rasteplads. Området bruges også til yngleområde, myting og overvintring. Vegetationen består blandt andet af tagrør og de almindeligste fuglearter, er sangsvane, knopsvane, gråand, krikand, hvinand og almindelig ryle.
Reservatet er det eneste større blødbundsæstuarium i Norge med et interessant brakvandsmiljø. Området består af strand, øer og hav, og har en særegen fiskefauna med forekomster af både saltvands- og ferskvandsarter samtidig.